# 常层
数学中，拓扑空间X上与集合A相关联的常层（constant sheaf）是X上的集合层，其茎全部等于A，记作{\displaystyle {\underline {A}}}或{\displaystyle A_{X}}。值为A的常预层（constant presheaf）是为X的每个开子集赋A值的预层，其所有限制映射都是恒等映射{\displaystyle A\to A}。关联于A的常层是关联于A的常预层的层化。这个层等同于X上局部常的A-值函数的层。
有时，集合A可换成某范畴{\displaystyle {\textbf {C}}}中的对象A（如{\displaystyle {\textbf {C}}}是阿贝尔群范畴或交换环范畴）。
阿贝尔群的常层会作为系数出现于层上同调。

## 基本情形
设X为拓扑空间，A为集合。常层{\displaystyle {\underline {A}}}在开集U上的截面可解释为连续函数{\displaystyle U\to A}，其中A具有离散拓扑。若U连通，则这些局部常函数就是常的。若{\displaystyle f:X\to \{{\text{pt}}\}}是到单点空间的唯一映射，A被视作{\displaystyle \{{\text{pt}}\}}上的层，则逆像{\displaystyle f^{-1}A}是X上的常层{\displaystyle {\underline {A}}}。{\displaystyle {\underline {A}}}的层空间是射影映射A（其中{\displaystyle X\times A\to X}被赋予离散拓扑）。

## 详细例子

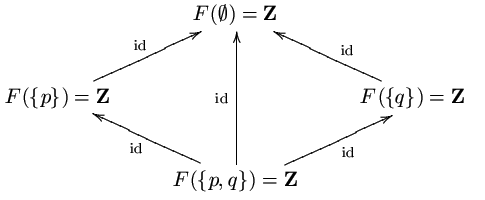
2点离散空间上的常预层

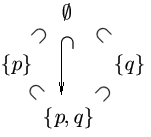
2点离散拓扑空间

设X是两点p、q组成的拓扑空间，具有离散拓扑。X有4个开集：{\displaystyle \varnothing ,\{p\},\{q\},\{p,q\}}。图中显示了X的开集的5个非平凡包含。
X上的预层为X的每个开集选择一个集合，并为9个包含（5个非平凡，4个平凡）的每个选择一个限制映射。值为{\displaystyle {\textbf {Z}}}的常预层（将表为F）选择4个集合均为{\displaystyle {\textbf {Z}}}（整数集）、选择9个限制映射均为恒等映射。F是函子，因此也是预层，因为它是常的；其满足胶合公理，但不是层，因为在空集上局部恒等公理失效——空集被空集族覆盖：空集上F的任意两截面限制到空集族的任何集合都相等。因此，局部恒等公理意味着F在空集上的任意两截面都相等，但实际上并非如此。
类似地，在空集上满足局部恒等公理的预层G的构造如下。设{\displaystyle G(\varnothing )=0}，其中0是单元集。在非空集合上，为G赋值{\displaystyle {\textbf {Z}}}。对开集的每个包含，若较小的集合是空的，则G返回到0的唯一映射；否则，返回{\displaystyle {\textbf {Z}}}上的恒等映射。

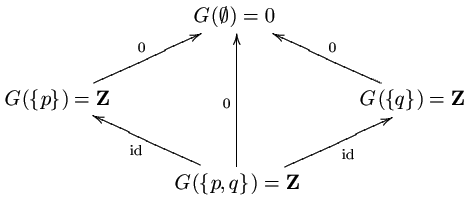
常层的中间步骤

注意：由于空集的局部恒等公理，所有涉及空集的限制映射都是无趣的。这适用于任何满足空集局部恒等公理的预层，尤其适用于任何层。
G是分离预层（即满足局部恒等公理），但不满足胶合公理，这与F不同。{\displaystyle \{p,q\}}被两开集{\displaystyle \{p\},\ \{q\}}覆盖，交为空。{\displaystyle \{p\}}或{\displaystyle \{q\}}上的截面是{\displaystyle {\textbf {Z}}}的元素，即是一个数。选择{\displaystyle \{p\}}上的截面m、{\displaystyle \{q\}}上的截面n，假定{\displaystyle m\neq n}；由于m、n在{\displaystyle \varnothing }上限制于同一个元素0，胶合公理要求在{\displaystyle G(\{p,q\})}上存在唯一截面s，其在{\displaystyle \{p\}}上限制到m，在{\displaystyle \{q\}}上限制到n。但由于{\displaystyle \{p,q\}}到{\displaystyle \{p\}}的限制映射是恒等映设，所以{\displaystyle s=m,\ s=n}，于是有{\displaystyle m=n}，自相矛盾。

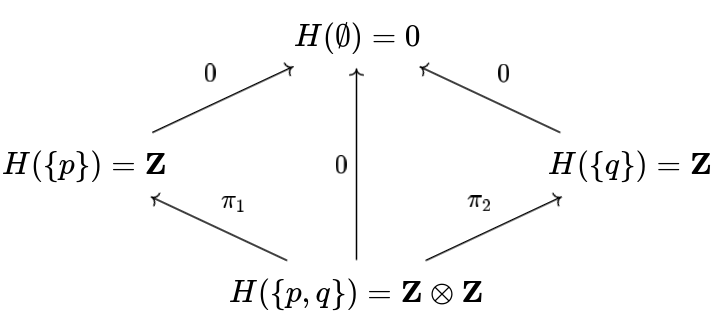
2点拓扑空间上的常层

{\displaystyle G(\{p,q\})}太小了，无法同时携带{\displaystyle \{p\}}、{\displaystyle \{q\}}的信息。设{\displaystyle H(\{p,q\})=\mathbf {Z} \otimes \mathbf {Z} }，就可以将其放大以满足胶合公理。令{\displaystyle \pi _{1}}、{\displaystyle \pi _{2}}为两射影映射{\displaystyle \mathbf {Z} \otimes \mathbf {Z} \to \mathbf {Z} }；定义{\displaystyle H(\{p\})={\text{im}}(\pi _{1})=\mathbf {Z} }，{\displaystyle H(\{q\})={\text{im}}(\pi _{2})=\mathbf {Z} }。对剩下的开集和包含，令{\displaystyle H=G}。H是X上的常层，值为{\displaystyle {\textbf {Z}}}。由于{\displaystyle {\textbf {Z}}}是环，且所有限制映射都是环同态，所以H是交换环层。